# Cuzion

Cuzion este o comună în departamentul Indre, Franța. În 1 ianuarie 2022 avea o populație de 474 de locuitori.